# Medalla de l'Àfrica Central

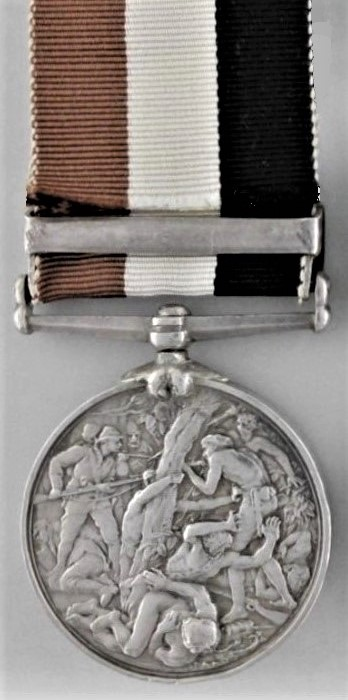
Revers

La medalla de l'Àfrica Central (anglès: Central Africa Medal) va ser una medalla de campanya britànica concedida pel servei de 1891 a 1894 a l'Àfrica Central i Oriental, i de 1894 a 1898 pel servei a l'Àfrica Central Britànica.

## Criteris
L'atorgament de la medalla d'Àfrica Central va ser aprovat per la reina Victòria I a l'Ordre de l'exèrcit núm. 66, de l'1 d'abril de 1895. La condecoració inicial va ser per a diverses expedicions militars des de juliol de 1891 fins a juny de 1894, posteriorment ampliat a l'expedició d'Unyoro el 1895. Més tard va ser autoritzat per al servei a l'Àfrica Central Britànica des de 1895 fins a 1898. Les principals causes d'aquestes expedicions van ser suprimir el tràfic d'esclaus o castigar les incursions a les tribus veïnes.
La majoria de medalles es van atorgar a membres de l'exèrcit indi i a les forces locals dirigides pels britànics. No hi havia cap unitat de l'exèrcit britànic present, encara que alguns oficials britànics i suboficials adscrits a unitats locals van rebre la medalla, així com un petit nombre de personal de la Royal Navy.

## Aparença
La medalla fa 36 mil·límetres (1,4 polzades) de diàmetre. Va ser lliurat en plata als combatents, mentre que els traginers autòctons i 
els servidors autoritzats rebien la medalla de bronze.
La medalla utilitza el mateix disseny que la Medalla d'Aixanti i la Medalla de l'Àfrica Oriental i Occidental, encara que amb una cinta diferent.
L'anvers representa l'efígie orientada a l'esquerra de la reina Victòria amb una diadema amb un vel al darrere. A banda i banda hi ha la inscripció VICTORIA a l'esquerra i REGINA a la dreta. El dissenyador va ser Leonard Charles Wyon.
Al revers hi ha una escena, inspirada en les guerres Angloaixanti, de soldats britànics lluitant contra els aixanti a la selva. Va ser dissenyat per Sir Edward John Poynter.
La cinta, de 31,7 mil·límetres (1,25 polzades) d'amplada, té tres franges iguals de negre, blanc i marró pàl·lid, també descrites com a coure o  terra cuita, usades amb el negre a l'esquerra quan s'encara a la persona que la porta. Els colors simbolitzen les tropes que hi van participar: africanes, europees i índies.
Normalment, el nom i la unitat del destinatari estaven gravats o impresos a la vora de la medalla, tot i que algunes s'emetien sense nom.

### Suspensió i fermall
La primera versió de la medalla, autoritzada el 1895, té una suspensió d'anell giratori i es va emetre sense fermalls. Això va cobrir deu petites campanyes d'Àfrica Central entre 1891 i 1895, vuit a les proximitats del llac Nyassa a l'actual Malawi, i dues als districtes d'Unyoro i Mruli a Uganda.
Un fermall, Central Africa 1894–98, va ser autoritzat l'agost de 1899. Quan la medalla es va lliurar amb el fermall, penjava d'una suspensió de barra recta, amb els destinataris existents de la medalla reemplaçant la suspensió de l'anell. La medalla i el fermall es van atorgar per a diverses expedicions petites entre 1894 i 1898 prop del llac Nyassa , i una el 1897 contra el cap Mpezeni a l'actual Zàmbia.